# Consejo Regional de Murcia
El Consejo Regional de Murcia fue el órgano de gobierno en la Región de Murcia en el proceso preautonómico. Su mandato fue de finales de 1978 hasta la creación de la comunidad autónoma en 1983.

## Creación
El Consejo Regional surge a partir del Real decreto-ley 30/1978, firmado por el rey Juan Carlos I el 29 de septiembre de 1978. Creado el 10 de noviembre de 1978, se reunió por primera vez el 20 de noviembre, constituyéndose oficialmente el día 24. Su trabajo se define en coordinación y colaboración con la Diputación Provincial de Murcia y se crea en pleno proceso de redacción de la Constitución española de 1978. Se creó por consiguiente como un ente preautonómico u órgano de transición.

## Composición
Se formó inicialmente con doce parlamentarios, doce representantes del territorio y un representante de la Diputación Provincial, su presidente fue Antonio Pérez Crespo. Tras las elecciones locales de 1979 se constituye con los diputados regionales elegidos, por lo que está formada por 39 miembros: doce parlamentarios y 27 diputados, su presidente fue Andrés Hernández Ros.

## Funciones
Las funciones definidas para este consejo eran:
- Realizar la gestión y administración de las funciones y servicios que le transfiera la Administración del Estado.
- Coordinarse con la Diputación Provincial.
- Proponer al gobierno central cuantas medidas afecten a los intereses de la región de Murcia.
- Elaborar y aprobar sus propias normas de funcionamiento interior.

En el ejercicio de estas funciones solicitan adherirse al proceso autonómico según el artículo 143 de la Constitución el 14 de junio de 1980 en una sesión celebrada en el Ayuntamiento de Totana.
La actividad de este ente preautonómico se recogía en el Boletín oficial del Consejo Regional de Murcia que se publicó por primera vez el 31 de diciembre de 1979.
De forma provisional este Consejo Regional se constituye en Asamblea Regional el 15 de julio de 1982, ejerciendo sus funciones hasta el 28 de mayo de 1983 en que se constituye la cámara tras las elecciones del 8 de mayo de 1983.